# Digitaria psammophila
Digitaria psammophila är en gräsart som beskrevs av Johannes Jan Theodoor Henrard. Digitaria psammophila ingår i släktet fingerhirser, och familjen gräs. Inga underarter finns listade i Catalogue of Life.